# 184 Dywizja Spadochronowa „Nembo”
184 Dywizja Spadochronowa „Nembo” – jeden ze związków taktycznych włoskiej Milicji Faszystowskiej (tzw. Czarnych Koszul).

## Skład podczas walk w Afryce
- 183 pułk spadochronowy,
- 184 pułk spadochronowy,
- 185 pułk spadochronowy,
- 184 pułk artylerii.